# Dennis Șerban
Dennis Șerban est un footballeur roumain né le 5 janvier 1976 à Bucarest. 

## Carrière
- 1993-1996 : Farul Constanța  Roumanie
- 1994-1995 : Portul Constanța (prêt)  Roumanie
- 1996-1998 : Steaua Bucarest  Roumanie
- 1998-2002 : Valence CF  Espagne
- 1999-2000 : Villarreal CF (prêt)  Espagne
- 2000-2001 : Elche CF (prêt)  Espagne
- 2001-2002 : Rapid Bucarest (prêt)  Roumanie
- 2002-2003 : Córdoba CF  Espagne
- 2003-2004 : Polideportivo Ejido  Espagne
- 2003-2004 : Petrolul Ploiești  Roumanie
- 2004-2005 : Dinamo Bucarest  Roumanie
- 2004-2006 : AEL Larissa  Grèce
- 2006-2007 : Dinamo Bucarest  Roumanie

## Palmarès
- Steaua Bucarest
  - Champion de Roumanie : 1997 et 1998
  - Vainqueur de la Coupe de Roumanie : 1997
  - Vainqueur de la Supercoupe de Roumanie : 1998

- Valence CF
  - Vainqueur de la Coupe d'Espagne : 1999
  - Vainqueur de la Supercoupe d'Espagne : 1999

- Rapid Bucarest
  - Vainqueur de la Coupe de Roumanie : 2002